# Euchontha longinervis
Euchontha longinervis är en fjärilsart som beskrevs av Felder 1874. Euchontha longinervis ingår i släktet Euchontha och familjen tandspinnare. Inga underarter finns listade i Catalogue of Life.